# 사카테카스사슴쥐
사카테카스사슴쥐 또는 남부바위사슴쥐(Peromyscus difficilis)는 비단털쥐과에 속하는 설치류의 일종이다. 멕시코에서만 발견된다. 관심대상종으로 분류된다.

## 특징
사카테카스사슴쥐는 중간 크기의 쥐를 닮은 설치류로 몸무게는 28~43g이다. 긴 꼬리와 큰 귀, 약간 가늘고 긴 주둥이를 갖고 있다. 머리부터 몸까지 길이는 9~12.5cm지만, 꼬리는 9~14.5cm로 몸보다 약간 길다. 암컷은 6개의 젖꼭지를 갖고 있다.
상체와 옆구리는 보통 황토색 또는 담황색이지만 일부 아종은 갈색빛이 도는 붉은 색을 띠거나 색이 거의 검게 보이는 짙은 색 털이 두껍게 덮여 있다. 뚜렷한 줄무늬가 옆구리를 따라 이어지지만 하체는 일반적으로 희미한 색을 띠고 희끄무레하거나 연한 회색이다. 어깨 주변 부위는 보통 약간의 황토색 또는 연어 살색을 띠는 털 반점이 있다. 눈 주위에 좁은 고리 모양의 검은색 털이 특징적인 겉모습이다. 꼬리는 몸과 유사한 색을 띠며, 윗면은 담황색 또는 황토색이고 아랫면은 희미한 색을 띤다.
사카테카스사슴쥐는 일년 중 6월부터 12월 사이의 습한 시기에 번식을 한다. 암컷은 평균 3마리의 새끼를 최대 세 번까지 낳는다. 암컷은 생후 6개월 후에 성적으로 성숙해지기 때문에 번식기 초에 태어난 일부는 연말 전에 새끼를 낳을 수 있다.

## 분포 및 서식지
사카테카스사슴쥐는 멕시코에서만 발견되고, 시에라 마드레 옥시덴탈과 시에라 마드레 오리엔탈 산맥 주변과 안쪽 산악 지대에서 서식한다. 북쪽의 치와와주 남부와 코아우일라주 지역부터 남쪽의 오아하카주 북부 지역에서 발견된다.
해발 2100~3100m 고도의 구릉 지대에서 서식한다. 일반적으로 수풀 또는 건조한 덤불과 같은 반건조 환경을 좋아한다. "남부바위사슴쥐"라는 이름이 함축하는 것과 같이 풀과 아카시아, 멕시코해바라기와 같은 관목이 일반적인 식생인 암반 또는 울퉁불퉁한 지형에서 보통 발견된다. 그러나 사카테카스사슴쥐는 향나무와 참나무 또는 소나무가 우점종인 산지림에서도 꽤 흔하고, 다른 극단에서는 선인장이 풍부한 바위 사막에서 발견된다.

## 아종
5종의 아종이 알려져 있다.
- P. d. difficilis - 치와와 주, 시에라 마드레 옥시덴탈 산맥, 과나후아토주
- P. d. amplus - 이달고주 남부 지역부터 오아하카주 북부
- P. d. felipensis - 멕시코 계곡과 베니토 후아레스 국립공원
- P. d. petricola - 시에라 마드레 오리엔탈 산맥
- P. d. saxicola - 케레타로주와 이달고 주 북부